# Pieter de Coninck

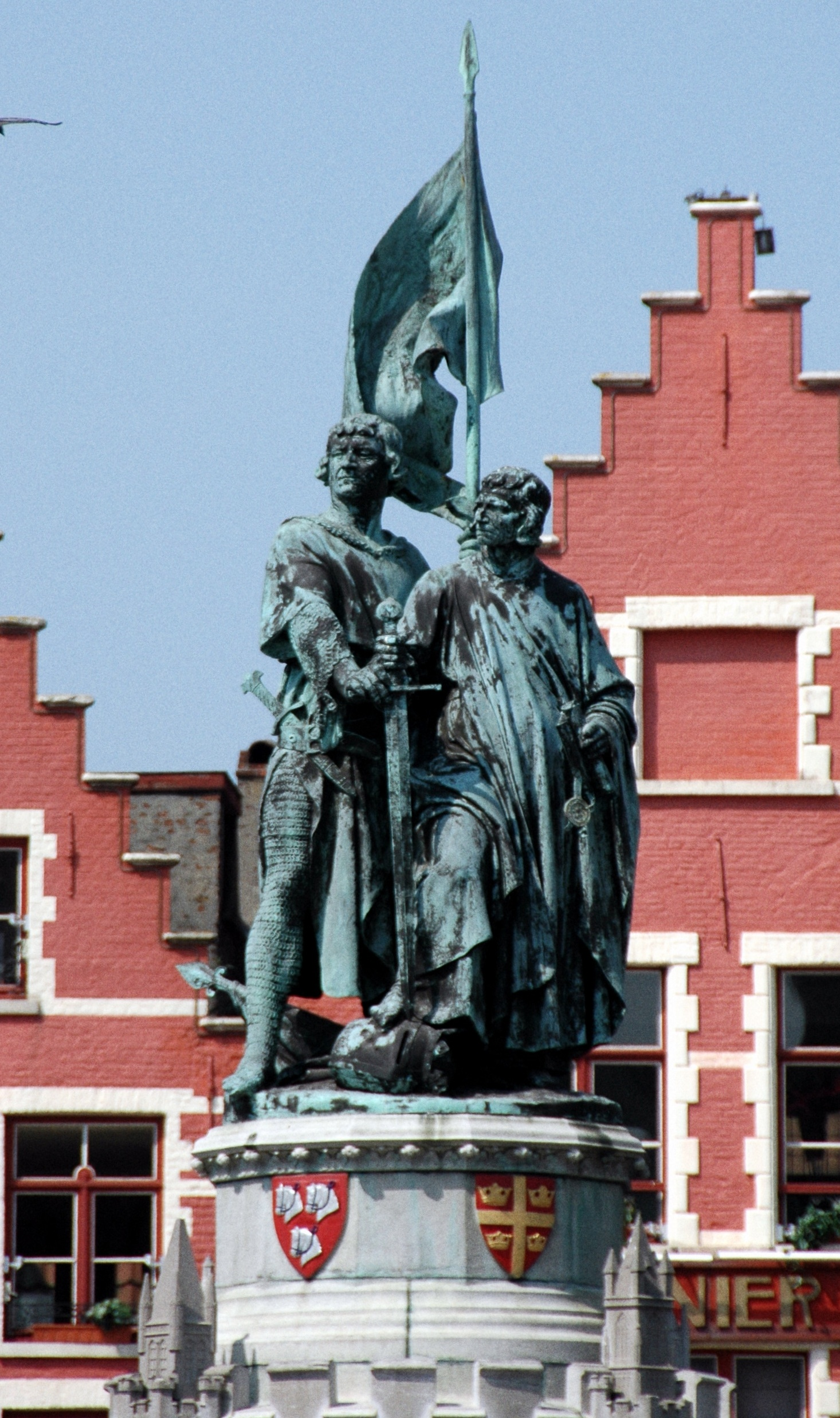
Pieter de Coninck und Jan Breydel, Brügge.

Pieter de Coninck († 1332/1333) war neben Jan Breydel der Anführer der Brügger Frühmette, des blutigen Aufstands gegen den französischen König Philipp den Schönen.

## Leben
Im Jahr 1301 wurde der Weber de Coninck von der Stadtregierung Brügges als gefährlicher Agitator inhaftiert, später aber von der Bevölkerung wieder befreit. Als wenig später die frankreichfreundliche Partei der Leliaarts die Regierung übernahm und Jacques de Châtillon als französischer Gouverneur eingesetzt wurde, wurde Pieter de Coninck verbannt. Im Dezember 1301 kehrte er mit Unterstützung des Grafen Johann I. von Namur nach Brügge zurück. Seine Versuche, die Bevölkerung von Gent zu einem Bündnis zu bewegen, schlugen fehl.
Am 1. Mai 1302 war er als einer der Anführer bei einem Angriff auf die Burgen Sijsele und Male beteiligt, bei dem die gesamte französische Garnison Males getötet wurde. Jacques de Châtillon verbannte daraufhin de Coninck erneut aus der Stadt. De Coninck und Breydel, ein Fleischer, führten dann in den frühen Morgenstunden des 18. Mai 1302 die Revolte an, bei der sie in die Häuser eindrangen, in denen die französische Garnison einquartiert war, und die meisten der Soldaten töteten.
De Coninck wurde nun einer der Verantwortlichen im Kampf gegen die Franzosen und die Leliaarts. Kurz vor der Sporenschlacht am 11. Juli 1302 wurden Pieter de Coninck und zwei seiner Söhne zu Rittern geschlagen.
1309 führten Breydel und de Coninck gemeinsam mit Jan Heem einen weiteren Aufstand in Brügge an, der sich diesmal gegen die Auswirkungen des Vertrages von Athis-sur-Orge richtete. 1321 nahm er ein weiteres Mal an einem Aufstand in Brügge teil, in dessen Verlauf er jedoch bestraft und enteignet wurde.

## Belletristik
- Hendrik Conscience: De leeuw van Vlaenderen. Historienroman, 1838 (dt. "Der Löwe von Flandern, 1846) https://sammlungen.ulb.uni-muenster.de/urn/urn:nbn:de:hbz:6:1-75812

| Personendaten    | Personendaten                                                                                           |
| ---------------- | --- |
| NAME             | Coninck, Pieter de                                                                                      |
| KURZBESCHREIBUNG | Anführer der Brügger Frühmette, dem blutigen Aufstand gegen den französischen König Philipp den Schönen |
| GEBURTSDATUM     | 13. Jahrhundert                                                                                         |
| STERBEDATUM      | 1332 oder 1333                                                                                          |